# Невесиньська олімпіада
Невесиньська олімпіада (серб. Невесињска олимпијада) — традиційний спортивний і культурний захід, який проводить громада Невесинє за підтримки Міністерства у справах сім'ї, молоді та спорту Республіки Сербської. Олімпіада проводиться в серпні кожного року на Братачком лузі. У серпні 2011 року була проведена 136-а за рахунком олімпіада. Коріння цього заходу йдуть з 1850 року, а перший присвячений олімпіаді плакат датується одна 1891 роком. Коли Герцеговина належала туркам, на Братачком лузі йшла підготовка кавалерійських підрозділів турецької армії. Там же влаштовувалися й скачки. Поступово, вони переросли в спортивні змагання, куди в якості учасників і глядачів збиралося безліч сербів, які населяли цей край. Традиція Невесиньскої олімпіади зберігалася і в Австро-Угорщині, а в Югославії вона отримала статус союзного змагання, участь в якому брали спортсмени з усієї країни.

## Спортивні дисципліни
Змагання включає в себе традиційні та сучасні спортивні дисципліни. Ось деякі з традиційних дисциплін:
- Кінні перегони
- Метання каменю з плеча
- Стрибки на дзвін
- Викручування мотузки
- серб. Потезање клипа
- Сходження на стовп
- Перегони в гнізді
- Перегони за яйцем в каші
- Стрибок у довжину з місця
- Стрибок з місця
- Біг на 1500 метрів